# Bocoyna
Bocoyna là một đô thị thuộc bang Chihuahua, México. Năm 2005, dân số của đô thị này là 29907 người.